# Juha Lavapuro
Juha Mikael Lavapuro (* 29. Februar 1968 in Nokia) ist ein finnischer Jurist und Richter am Europäischen Gerichtshof für Menschenrechte.

## Leben und Wirken
Lavapuro studierte Rechtswissenschaften an der Universität Turku, wo er 1994 seinen Abschluss machte. 1999 erwarb er an der New York University einen Mastertitel. Anschließend widmete er sich seiner Dissertation an der Universität Turku, die er 2011 mit einer verfassungsrechtlichen Arbeit und der Promotion zum Dr. iur. abschloss. Von 2012 bis 2013 forschte er als Postdoktorand am Europäischen Hochschulinstitut. In der Folge war er zunächst als Dozent und ab 2016 als Professor für das Recht der digitalen Gesellschaft an der Universität Turku tätig. 2018 wechselte er auf einen Lehrstuhl für Öffentliches Recht, nachdem er 2017 bereits die Leitung des Masterprogramms an der Universität Turku übernommen hatte. 2020 wechselte er als Richter an den Obersten Verwaltungsgerichtshof Finnlands. Zudem war er Mitglied verschiedener Expertenkommissionen, unter anderem Komitee de Parlaments für Verfassungsfragen.
2023 war Lavapuro ad-hoc-Richter am Europäischen Gerichtshof für Menschenrechte. Im Juni 2024 wurde er selbst als Vertreter Finnlands und Nachfolger von Pauliine Koskelo zum Richter am Europäischen Gerichtshof für Menschenrechte gewählt. Er trat seine voraussichtlich neunjährige Amtszeit am 1. Januar 2025 an.